# Sulu (province)
Pour les articles homonymes, voir Sulu.

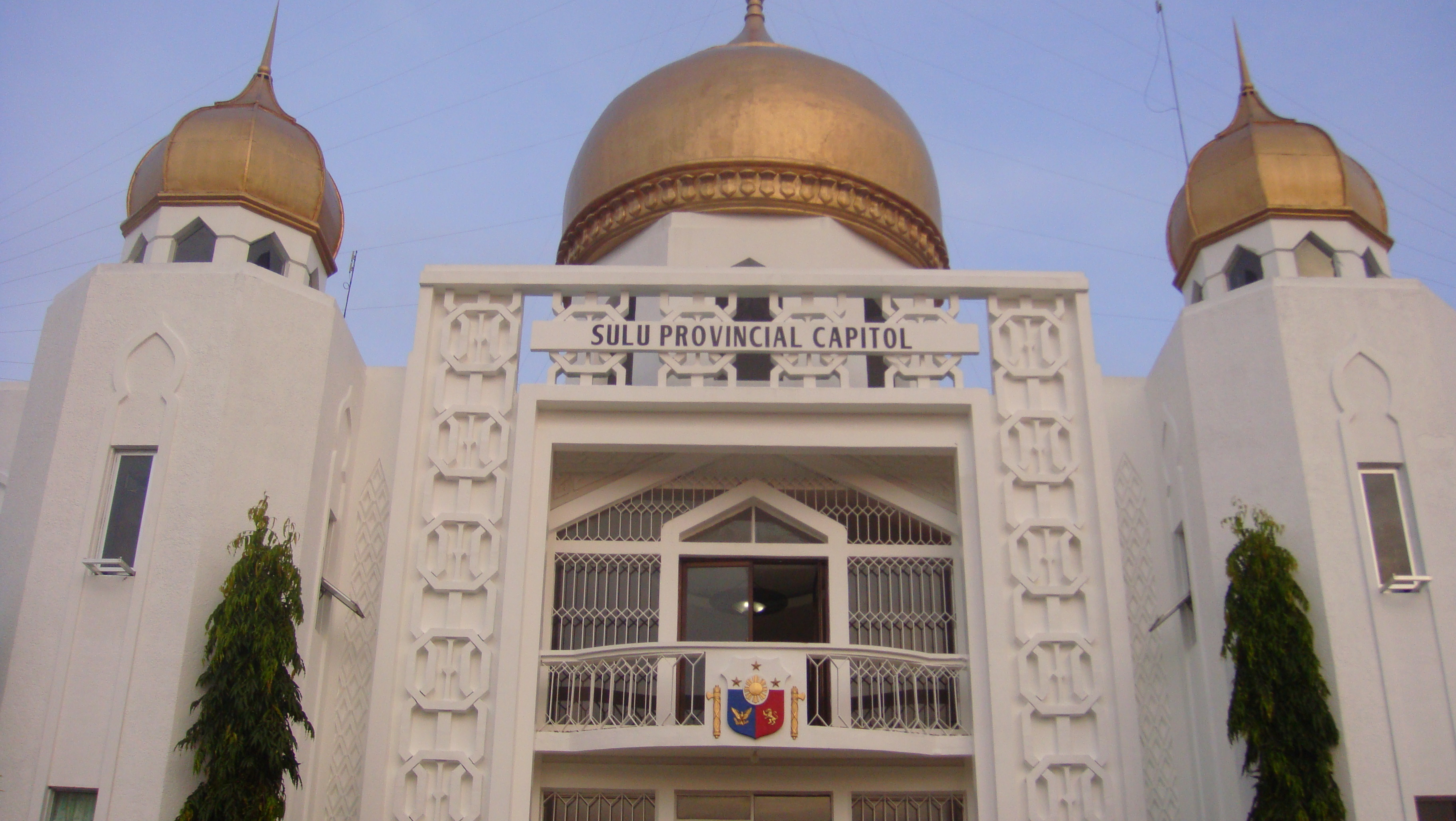
Le capitole provincial de Sulu

La province de Sulu dans les Philippines est située dans la région Bangsamoro entre les provinces de Basilan au nord-est et Tawi-Tawi au sud-ouest, les trois provinces constituant l'archipel de Sulu.
La capitale est Jolo.